# Iroquois River (Kankakee River)
Der Iroquois River ist ein linker Nebenfluss des Kankakee River in den US-Bundesstaaten Indiana und Illinois. Er hat eine Länge von 267 km und entwässert ein Areal von 5535 km². Der mittlere Abfluss beträgt 51,5 m³/s. 

## Verlauf
Der Iroquois River entspringt im Jasper County in Indiana, 5 km nordwestlich von Rensselaer. Er fließt anfangs ein kurzes Stück nach Norden, dann nach Osten und schließlich nach Süden. Er durchfließt die Kleinstadt Rensselaer und strömt nun etwa 80 km in westlicher Richtung, bevor er die Grenze nach Illinois überquert. Er passiert die Ortschaft Iroquois. Bei Watseka mündet der Sugar Creek von links in den Fluss. Der Iroquois River fließt nun etwa 50 km nach Norden und mündet schließlich 7 km südöstlich der Stadt Kankakee in den Kankakee River.